# David Gemmell
David Gemmell (Hastings, 1 augustus 1948 - Londen, 28 juli 2006) was een Brits schrijver.

## Achtergrond
In de zomer van 1948 werd David Gemmell geboren in West Londen. Terwijl hij werkzaam was als schrijver voor de Daily Mail, Daily Mirror en Daily Express, publiceerde hij in 1984 zijn succesvolle debuutroman Legend. Zijn carrière als journalist eindigde nadat zijn derde boek, Waylander, was uitgebracht waarin hij namen van diverse collega's had gebruikt voor zijn personages.
Vervolgens besloot Gemmell zich volledig te richten op het schrijven van fantasyromans en publiceerde hij meer dan 30 boeken. Meer dan 1 miljoen boeken zijn er over de toonbank gegaan.
Het grootste gedeelte van zijn romans zijn onderverdeeld in diverse series, waarvan de kronieken van de Drenai het bekendst zijn.
Gemmell overleed op 28 juli 2006 op een leeftijd van 57 jaar. Hij had twee weken eerder een hartoperatie ondergaan, en leek succesvol te revalideren. Gemmell was een zware roker.
Hierover zei hij ooit: "I tried to quit smoking and found that the years of polluting my brain with nicotine meant that I couldn't string a reasonable sentence together without filling my lungs with smoke. I went three months without a drag, took a good look at the crap I was writing and lit up."
Gemmell verstond de kunst om de lezer aan de hand te nemen en hem mee te sleuren in een kolkend geheel van avontuur, ontbering, verdriet en volharding. Dit laatste aspect was terugkerend in zijn werk. Als kind van een ongehuwde moeder in de jaren na de Tweede Wereldoorlog, had hij zelf de nodige problemen in zijn jeugd. Problemen die hij wist te boven te komen. Echter niet zonder strijd. In zijn verhalen beklemtoonde hij tekens weer de kracht van het volhouden.
Zijn laatste project was een drieluik over Troje. Een moedig en gewaagd thema. Het eerste deel heet Heer van de Zilveren Boog. Het tweede deel van dit drieluik is Shield of Thunder. Dit heeft hij vlak voor zijn overlijden afgerond. Het derde deel, Fall of Kings, heeft zijn vrouw Stella Gemmell voltooid. Helaas zijn deze laatste twee boeken nooit vertaald.

## Bekendste personages
- Waylander, de slachter
- Druss, de Legende
- Tenaka Khan, de zwaarddanser
- Skilgannon, de vervloekte

### De kronieken van de Drenai
- Waylander
- In het rijk van de wolf
- Held in de schaduw
- Druss de legende
- De beproeving van de bijlvechter
- Legende
- Schaduwprins
- Vergeten helden
- Winterkrijgers
- De witte wolf
- De zwaarden van dag en nacht

### Troje
- Heer van de Zilveren Boog
- Schild van Donder
- De Val van Koningen

### De Havikkoningin
- Yzerhands dochter
- De eeuwige havik

### De stenen van macht
- Het verzonken zwaard
- Het laatste zwaard van de macht

- Biblioteca Nacional de España: XX1641481
- Bibliothèque nationale de France: cb13548837r (data)
- Gemeinsame Normdatei: 120185385
- International Standard Name Identifier: 0000 0001 2144 9147
- Library of Congress Control Number: n92105356
- Nationale Bibliotheek van Tsjechië: jn20000601744
- Nationale bibliotheek van Australië: 35791183
- Nationale Bibliotheek van Israël: 987007581013305171
- Nationale Bibliotheek van Polen: a0000001038226
- Nationale en Universitaire bibliotheek Zagreb: 000606989
- Nederlandse Thesaurus van Auteursnamen: 075015048
- Istituto Centrale per il Catalogo Unico: CFIV093130
- LIBRIS: 254337
- Système universitaire de documentation: 050815849
- Trove: 1089446
- Virtual International Authority File: 98815750
- WorldCat: E39PBJcWydff848J6bv4C3gYfq